# Eidgenössische Abstimmung über die Sanierung des Gotthard-Strassentunnels
Die Eidgenössische Abstimmung über die Sanierung des Gotthard-Strassentunnels war eine schweizerische Referendumsabstimmung. Der Souverän entschied am 28. Februar 2016 mit einem Ja-Anteil von 57 % für die Sanierung des Tunnels mittels Bau einer zweiten Röhre.

## Hintergrund
Anfang August 2008 gab das Bundesamt für Strassen (ASTRA) bekannt, der Gotthard-Strassentunnel müsse im Zeitraum 2020 bis 2025 vollständig saniert werden. Dafür müsse der Tunnel entweder für 900 Tage am Stück geschlossen werden oder während 3,5 Jahren für jeweils 280 Tage, wobei der Tunnel zwischen Ende Juni bis Mitte September für den Hauptreiseverkehr zur Verfügung stehen würde.
Anstatt Teilsperrungen, Umleitungen oder Autoverladung empfahl der Bundesrat im Juni 2012 den Bau einer zweiten Röhre. Der Bau ermögliche, die erste Röhre für die Dauer der Sanierung komplett zu schliessen. Diese Variante sei unter den vorgestellten Varianten die beste Lösung. Der Ausbau würde zudem die Sicherheit des Tunnels erhöhen. Die zweite Röhre würde voraussichtlich in der Zeit zwischen 2020 und 2027 erstellt. Mit Kosten von etwa 2,8 Milliarden Schweizer Franken sei diese Lösung etwa eine Milliarde Franken teurer als eine reine Sanierung. Auch mit zukünftig zwei Röhren dürfe nur je eine Spur pro Richtung genutzt werden, weil gemäss Artikel 84 der Bundesverfassung die Strassenkapazität im Alpengebiet nicht erhöht werden dürfe. Eine allfällige Lockerung dieser Bestimmung und damit eine Verfassungsänderung unterstehe dem obligatorischen Referendum.
Im September 2014 verabschiedeten National- und Ständerat ein Gesetz, welches den Vorschlag des Bundesrates umsetzte. Gegen dieses Gesetz wurde das Referendum ergriffen. Die Gesetzesänderung und damit der Bau einer zweiten Röhre wurde in der Volksabstimmung vom 28. Februar 2016 mit einem Ja-Stimmenanteil von rund 57 % angenommen.

## Abstimmungstext
Die Bundesversammlung der Schweizerischen Eidgenossenschaft, nach Einsicht in die Botschaft des Bundesrates vom 13. September 2013, beschliesst:
I

Das Bundesgesetz vom 17. Juni 1994 über den Strassentransitverkehr im Alpengebiet wird wie folgt geändert:
Ingress
gestützt auf Artikel 84 der Bundesverfassung,
Art. 1 Gegenstand

Dieses Gesetz regelt den Vollzug von Artikel 84 Absatz 3 der Bundesverfassung über die Transitstrassen-Kapazität im Alpengebiet.
Art. 3a Gotthard-Strassentunnel

1Am Gotthard-Strassentunnel kann eine zweite Tunnelröhre gebaut werden.

2 Die Kapazität des Tunnels darf jedoch nicht erweitert werden. Pro Röhre darf nur eine Fahrspur betrieben werden; ist nur eine Röhre für den Verkehr offen, so kann in dieser Röhre je eine Spur pro Richtung betrieben werden.

3 Für den Schwerverkehr durch den Gotthard-Strassentunnel ist ein Dosiersystem einzurichten. Das Bundesamt für Strassen ordnet für schwere Motorwagen zum Gütertransport einen Mindestabstand im Tunnel an.
II

1 Dieses Gesetz untersteht dem fakultativen Referendum.

2 Der Bundesrat bestimmt das Inkrafttreten.

## Abstimmungsergebnis
Die Vorlage wurde mit einem Ja-Stimmenanteil von 57 % angenommen.

Ergebnisse nach Kantonen

| Kanton                           | Ja        | Nein      | Ja (%) | Nein (%) | Beteiligung (%) |
| -------------------------------- | --------- | --------- | ------ | -------- | --------------- |
| Aargau                           | 179'232   | 84'407    | 68,0   | 32,0     | 64,3            |
| Appenzell Ausserrhoden           | 13'021    | 12'421    | 51,2   | 48,8     | 66,6            |
| Appenzell Innerrhoden            | 3'623     | 3'106     | 53,8   | 46,2     | 59,6            |
| Basel-Landschaft                 | 71'069    | 45'071    | 61,2   | 38,8     | 63,4            |
| Basel-Stadt                      | 37'934    | 35'644    | 51,6   | 48,4     | 66,6            |
| Bern                             | 254'332   | 186'601   | 57,7   | 42,3     | 65,9            |
| Freiburg                         | 67'233    | 54'203    | 55,4   | 44,6     | 63,6            |
| Genf                             | 60'409    | 73'116    | 45,2   | 54,8     | 55,4            |
| Glarus                           | 8'969     | 5'993     | 59,9   | 40,1     | 57,9            |
| Graubünden                       | 49'330    | 32'666    | 60,2   | 39,8     | 61,0            |
| Jura                             | 14'052    | 13'953    | 50,2   | 49,8     | 55,3            |
| Luzern                           | 111'406   | 70'011    | 61,4   | 38,6     | 68,0            |
| Neuenburg                        | 31'263    | 30'506    | 50,6   | 49,4     | 57,6            |
| Nidwalden                        | 14'026    | 8'191     | 63,1   | 36,9     | 73,6            |
| Obwalden                         | 12'126    | 6'390     | 65,5   | 34,5     | 72,5            |
| Schaffhausen                     | 19'831    | 17'564    | 53,0   | 47,0     | 75,8            |
| Schwyz                           | 47'684    | 22'263    | 68,2   | 31,8     | 68,9            |
| Solothurn                        | 73'857    | 39'263    | 65,3   | 34,7     | 64,1            |
| St. Gallen                       | 109'503   | 85'790    | 56,1   | 43,9     | 62,5            |
| Tessin                           | 85'157    | 62'258    | 57,8   | 42,2     | 68,0            |
| Thurgau                          | 55'968    | 42'208    | 57,0   | 43,0     | 59,7            |
| Uri                              | 10'170    | 9'017     | 53,0   | 47,0     | 73,3            |
| Waadt                            | 117'681   | 140'830   | 45,5   | 54,5     | 58,5            |
| Wallis                           | 75'523    | 57'912    | 56,6   | 43,4     | 63,3            |
| Zug                              | 32'911    | 19'090    | 63,3   | 36,7     | 69,9            |
| Zürich                           | 327'421   | 262'007   | 55,5   | 44,5     | 65,9            |
| Schweizerische Eidgenossenschaft | 1'883'741 | 1'420'481 | 57,0   | 43,0     | 62,3            |